# Autonomia (politica)
Con il termine autonomia (dal greco antico αὐτονομία; αὐτόνομος autonomos parola composta da αὐτο-/auto- e νόμος nomos/"legge", ovvero "legge propria") si intende in generale la possibilità di svolgere le proprie funzioni senza ingerenze o condizionamenti da parte di altri membri o gruppi esterni. 
In politica in particolare per autonomia si può intendere l'autonomia territoriale, vale a dire la concessione di funzioni legislative e amministrative proprie di un organo superiore ad un organo inferiore, per particolari esigenze, come nel caso dell'autonomia speciale delle Regioni Trentino-Alto Adige, Valle d'Aosta, Friuli-Venezia Giulia, Sardegna e Sicilia, nonché della provincia autonoma di Trento e della provincia autonoma di Bolzano.
Inoltre sono dotati di autonomia amministrativa e finanziaria tutti gli enti locali e territoriali. Quando il termine si riferisce all'autonomia finanziaria, ad esempio delle Regioni, si parla più propriamente o in maniera del tutto affine di federalismo fiscale.